# 普蘭多姆馬諾 (紐約州)
普蘭多姆馬諾（英語：Plandome Manor）是位於美國紐約州拿騷縣的村。

## 人口
根據2020年美國人口普查的數據，普蘭多姆馬諾的面積為1.64平方千米，當中陸地面積為1.40平方千米，而水域面積為0.24平方千米。當地共有人口793人，而人口密度為每平方千米484人。